# 冕宁毛蕨
冕宁毛蕨（学名：Cyclasorus mianningensis）为金星蕨科毛蕨属下的一个种。